# La prigioniera (opera teatrale)
La prigioniera (La Prisonnière) è un'opera teatrale del drammaturgo francese Édouard Bourdet, debuttata a Parigi nel 1926. Nello stesso anno, la pièce debuttò a Broadway, dove diede scandalo per essere la prima opera teatrale sull'omosessualità femminile ad andare in scena a New York.

## Trama
Irène è tormentata dal suo amore per Madame d'Aiguines, ma per salvare le apparenze opta per uno strategico fidanzamento con Jacques. Nonostante Irène tenti in tutti i modi di lasciare Madame d'Aiguines, con cui ha intrapreso una relazione impossibile e proibita, neanche il matrimonio con Jacques le impedisce di tornare continuamente dalla donna che ama per consumare un amore di cui si sente prigioniera. Madame d'Aiguines non compare mai in scena, ma la sua presenza è perennemente ricordata dai mazzi di violette che lascia per Irène come un simbolo del suo amore.

## Storia degli allestimenti
La Prisonnière debuttò al Théâtre Fémina di Parigi nel marzo 1926, per la regia di André Gailhard e un cast che comprendeva Pierre Blanchar nel ruolo di Jacques. Max Reinhardt diresse le produzioni in lingua tedesca messe in scena a Vienna e Berlino, dove la pièce fu un trionfo tale di pubblico da essere immediatamente riproposta anche nei teatri di Svizzera, Belgio e Paesi Bassi.
Il produttore Gilbert Miller acquistò i diritti per portare il dramma a Broadway nella traduzione inglese di Arthur Hornblow. La prigioniera (con il titolo inglese The Captive) debuttò all'Empire Theatre di Broadway il 29 settembre 1926, per la regia dello stesso Miller e con un cast che comprendeva Basil Rathbone (Jacques) e Norman Pritchard (De Montcel). L'opera, una delle prime a trattare il tema del lesbismo a Broadway, ottenne un buon successo di pubblico, attirando un gran numero di spettatrici: si calcola che l'80% degli spettatori del dramma fossero donne). L'editore William Randolph Hearst scatenò una campagna mediatica contro l'opera di Bourdet e la portò a processo per immoralità e atti indecenti, anche se il tribunale giudicò diversamente.
Tuttavia, movimenti cattolici e società di donne borghesi attaccarono duramente La prigioniera, pretendendo l'interruzione delle repliche perché immorale. Un fattore particolarmente scandaloso era la rappresentazione di Iréne come una donna femminile e la cui omosessualità non era facilmente rintracciabile secondo agli stereotipi che il pubblico attribuiva alle lesbiche. Approfittando della vacanza del sindaco di New York Jimmy Walker, Joseph V. McKee, che ne faceva le veci, ordino alla polizia di chiudere tutti gli spettacoli indecenti o osceni di Broadway. La replica del 9 febbraio 1927 fu quindi interrotta dall'ingresso della polizia a teatro, che arrestò i protagonisti Basil Rathbone e Helen Menken nel mezzo del secondo atto. In cambio del rilascio dei suoi attori, Miller accettò di chiudere lo spettacolo a Broadway, che restò in cartellone per un totale di 160 repliche.
In Italia il dramma non ricevette i permessi necessari per la messa in scena nel 1931, proprio a causa delle tematiche affrontate dal testo. La Sezione Censura teatrale ostacolò nuovamente la messa in scena nel dramma nel 1944, ma il bando fu sospeso nel 1950, quando Cesare Vico Lodovici intercede in favore de La prigioniera presso Giulio Andreotti, allora capo del Servizio per la stampa, lo spettacolo e il turismo. Lodovici definì l'opera "casta" e ribadì che "non descrive il vizio". Nonostante gli ostacoli della censura, La prigioniera debuttò al Teatro Quirino di Roma nel settembre 1944, con un'apprezzatissima Evi Maltagliati nel ruolo di Irène e Gino Cervi nella parte di Jacques.

## Edizioni
- Édouard Bourdet, La prigioniera, "Il Dramma", n. 9, 1946, pp. 10-35